# Andréia Rosa
Andréia Rosa de Andrade (São Pedro do Turvo, 8 de julho de 1984) é uma ex-futebolista brasileira que atuava como zagueira.

## Carreira
Andréia defendeu a Seleção Brasileira de Futebol Feminino, foi medalhista em Pequim 2008.